# Poeciloneta xizangensis
Poeciloneta xizangensis là một loài nhện trong họ Linyphiidae.
Loài này thuộc chi Poeciloneta. Poeciloneta xizangensis được miêu tả năm 2008 bởi Zhai & Zhu.